# Giải bóng đá vô địch quốc gia Kosovo 2012–13
Raiffeisen Superliga 2012–13 là mùa giải thứ 14 của hạng đấu bóng đá cao nhất Kosovo. Mùa giải khởi tranh từ 1 tháng 8 năm 2012, và kết thúc vào 2 tháng 6 năm 2013.

## Sân vận động và vị trí
| Đội bóng           | Thành phố          | Sân vận động                 | Sức chứa |
| ------------------ | ------------------ | ---------------------------- | -------- |
| KF Besa            | Peć                | Shahin Haxhiislami Stadium   | 08.500   |
| KF Drenica         | Skënderaj          | Bajram Aliu Stadium          | 03.000   |
| KF Drita           | Gjilan             | City Stadium                 | 15.000   |
| KF Feronikeli      | Gllogoc            | Football Stadium             | 02.000   |
| KF Hajvalia        | Hajvalia           | Hajvalis Studium             | 01.000   |
| KF Hysi            | Podujeva           | Stadium Merdare Stadium      | 02.000   |
| KF Kosova Vushtrri | Vučitrn            | Ferki Aliu Studium           | 05.000   |
| KF Liria           | Prizren            | Përparim Thaçi Studium       | 15.000   |
| FC Prishtina       | Priština           | City Stadium                 | 16,200   |
| KF Trepça          | Kosovska Mitrovica | Olympic Stadium Adem Jashari | 29.000   |
| KF Trepça'89       | Kosovska Mitrovica | Riza Lushta                  | 07.000   |
| KF Vëllaznimi      | Gjakova            | City Stadium                 | 06.000   |

## Bảng xếp hạng
| XH | Đội             | Tr | T  | H  | T  | BT | BB | HS  | Đ  | Lên hay xuống hạng                 |
| -- | --------------- | -- | -- | -- | -- | -- | -- | --- | -- | ---------------------------------- |
| 1  | Prishtina       | 33 | 22 | 7  | 4  | 66 | 26 | +40 | 73 | Champion                           |
| 2  | Trepça'89       | 33 | 16 | 10 | 7  | 43 | 25 | +18 | 58 |                                    |
| 3  | Besa            | 33 | 14 | 9  | 10 | 38 | 37 | +1  | 51 |                                    |
| 4  | Hajvalia        | 33 | 12 | 10 | 11 | 43 | 40 | +3  | 46 |                                    |
| 5  | Feronikeli      | 33 | 12 | 10 | 11 | 33 | 45 | −12 | 46 |                                    |
| 6  | Trepça          | 33 | 12 | 9  | 12 | 35 | 34 | +1  | 45 |                                    |
| 7  | Drita           | 33 | 11 | 12 | 10 | 44 | 45 | −1  | 45 |                                    |
| 8  | Drenica         | 33 | 10 | 13 | 10 | 37 | 38 | −1  | 43 |                                    |
| 9  | Kosova Vushtrri | 33 | 10 | 12 | 11 | 41 | 34 | +7  | 42 |                                    |
| 10 | Hysi            | 33 | 11 | 9  | 13 | 34 | 31 | +3  | 42 | Play-off Xuống hạng                |
| 11 | Vëllaznimi      | 33 | 6  | 9  | 18 | 23 | 43 | −20 | 27 | Xuống chơi tại 2013–14 Liga e Parë |
| 12 | Liria           | 33 | 2  | 10 | 21 | 22 | 61 | −39 | 16 | Xuống chơi tại 2013–14 Liga e Parë |

Cập nhật đến ngày 2 tháng 6 năm 2013
Nguồn: 2012–13 Giải bóng đá vô địch quốc gia Kosovo
Quy tắc xếp hạng: 1st points; 2nd head-to-head points; 3rd head-to-head goal difference; 4th overall wins; 5th goal difference; 6th goals scored.
(VĐ) = Vô địch; (XH) = Xuống hạng; (LH) = Lên hạng; (O) = Thắng trận Play-off; (A) = Lọt vào vòng sau. 
Chỉ được áp dụng khi mùa giải chưa kết thúc: 
(Q) = Lọt vào vòng đấu cụ thể của giải đấu đã nêu; (TQ) = Giành vé dự giải đấu, nhưng chưa tới vòng đấu đã nêu.